# Дракон
Вижте пояснителната страница за други значения на Дракон.
Драконите (на гръцки: δράκων, drákon; на латински: draco – „змия“) са гигантски влечугоподобни митични създания притежаващи магически сили. В някои други легенди се е смятало че люспите му са го защитавали от магии.
Външният им вид е съчетание от елементи на различни животни – главата и тялото са на влечуго, а крилата са на птица или ципести като на прилеп. Понякога в образа могат да влизат и части от телата на други животни като лъв, куче, риба, козел, вълк и т.н. В българските легенди техен еквивалент е ламята – кръвожадно митично същество.
Разграничават се два основни типа дракони – европейски и азиатски, но този образ се среща и в митологиите на народи от другите части на света.

## Европейските дракони
Тези дракони представляват огромни гущероподобни същества (въпреки че думата дракон идва от латинското dráco и означава змия), почти винаги зелени на цвят, покрити с люспи и притежаващи мощни крила. Имат способността да бълват огън и да летят.
В културата на европейските народи драконите са представяни главно като кръвожадни, зли същества, живеещи в дълбоки пещери или във високи планини. В много легенди на Стария континент се разказва за юнак, който трябва да победи разгневен дракон. В християнството е популярна легендата за Св. Георги – със своето копие той убива ламя, която в Западна Европа е наричан дракон.

## Азиатските дракони
Китайските дракони притежават огромна мъдрост, но са съгласни да я споделят само след дълги разговори, убеждения, а понякога и подаръци.
Известни са няколко различни вида Китайски Дракони:
- Рогатият Дракон се счита за най-силният.
- Небесният Дракон поддържа Небесата и е защитник на Боговете.
- Земният Дракон властва над цялата Земя.
- Свещеният Дракон контролира ветровете и дъжда.
- Съкровищният Дракон е пазач на ценните метали и скъпоценните камъни.
- Крилатият Дракон е единствен имащ крила.
- Спиралният Дракон живее в моретата и океаните.
- Жълтият Дракон е известен с висока образованост и широки познания.

## Други дракони
Северноамериканските индианци също имат свой дракон – асоциират го с мъдрост и огромна сила. Често в техните легенди природните явления се обясняват именно с намесата на дракон – според някои племена, например, при слънчево затъмнение слънцето изчезва, погълнато от дракон.
В митовете на маите присъства еднокракият дракон Хуракан, който владее силата на бурята и вятъра. Оттук произлизат и думите ураган и оркан – съвременни названия на видове бури.

## Атрибути
Драконите снасят яйца, които не се излюпват в продължение на три хиляди години. Когато дойде времето да се излюпи дракон, в черупката на яйцето се появява дупчица и от нея излиза малка змия. Само за няколко минути тя се превръща в огромен дракон, който полита към небето, съпроводен от силна вихрушка. За разлика от драконите на западната цивилизация, китайските дракони нямат крила. Те летят от силата на своята вътрешна мощ.
Много често драконите биват изобразявани държейки или гонейки малко кълбо, което може да е Луната, или перлата на мъдростта, или яйце, което се смята за извор на живота. Кълбото често има назъбени контури, от него излизат пламъци, което го свързва със символа на гръмотевиците и мълниите.